# Edouard Mondron
Edouard Mondron (Brussel, 6 september 1986) is een Belgisch autocoureur.

## Carrière
Mondron begon zijn autosportcarrière in het formuleracing in 2006, waarbij hij debuteerde in de Formule 16. Hierna reed hij drie seizoenen geen races, maar in 2010 keerde hij terug in de Belgian Touring Car Series. In 2011 eindigde hij als tweede in dit kampioenschap.
In 2012 stapte Mondron over naar de Blancpain Endurance Series en kwam hier uit voor Boutsen Ginion Racing. Hij begon het seizoen in de Pro Cup, maar stapte halverwege het seizoen over naar de Pro-Am Cup. Hij eindigde respectievelijk als 22e en 23e in deze klassen. In 2013 kwam hij uit in het Belgian Racing Car Championship.
In 2014 en 2015 kwam Mondron opnieuw niet uit in races, maar in 2016 keerde hij terug in de autosport en kwam uit in de TCR Benelux, waarin hij samen met zijn broer Guillaume een Seat León Cup Racer deelde bij het team Delahaye Racing. Guillaume won één race op Spa-Francorchamps, terwijl Edouard ook twee podiumplaatsen behaalde. Samen eindigden zij op de achtste plaats in het kampioenschap met 251 punten.
In 2017 keerden de gebroeders Mondron terug in de TCR Benelux bij Delahaye. Daarnaast maakten zij dat jaar ook hun debuut in de TCR International Series bij Delahaye tijdens hun thuisrace op Spa-Francorchamps, alhoewel zij hier in twee verschillende auto's reden; Edouard bleef in de Seat León rijden, terwijl Guillaume uitkwam in een Volkswagen Golf GTI TCR. Edouard kende een goed weekend waarin hij de races als zevende en vierde eindigde.